# Abbásovský chalífát
Abbásovský chalífát byl státní útvar s centrem na Blízkém východě pod vládou sunnitské dynastie Abbásovců, byl to třetí chalífát navazující v letech 750 až 1258 na islámského proroka Mohameda. Funkci duchovní hlavy islámu pak dynastie vykonávala ještě v letech 1261 až 1517 v Egyptě pod vládou mamlúků. Svůj původ odvozovala od al-Abbáse, strýce proroka Mohameda.

## Dějiny
Centrem Abbásovského chalífátu bylo nejprve město Kúfa, roku 762 však založil chalífa al-Mansúr nové město Bagdád, který byl posléze po většinu doby hlavním městem státu. Bagdád se stal centrem vědy, kultury a vynálezů, tato doba je známá jako zlatý věk islámu. V tomto období také dosáhla svého vrcholu islámská produkce rukopisů. Mezi 8. a 10. stoletím abbásovští řemeslníci průkopnicky rozvíjeli a zdokonalovali rukopisné techniky, které se staly standardy této praxe. Díky tomu, že se zde nacházelo několik klíčových akademických institucí, včetně Domu moudrosti, a také díky multietnickému a mnohonáboženskému prostředí, získalo město mezinárodní pověst centra vzdělanosti. Abbásovské období se vyznačovalo využíváním byrokratů (např. rodiny Barmakidů) pro správu území a také rostoucím začleňováním nearabských muslimů do ummy (muslimské komunity). Navzdory této počáteční spolupráci si Abbásovci na konci 8. století odcizili i nearabské mawály (klienty).

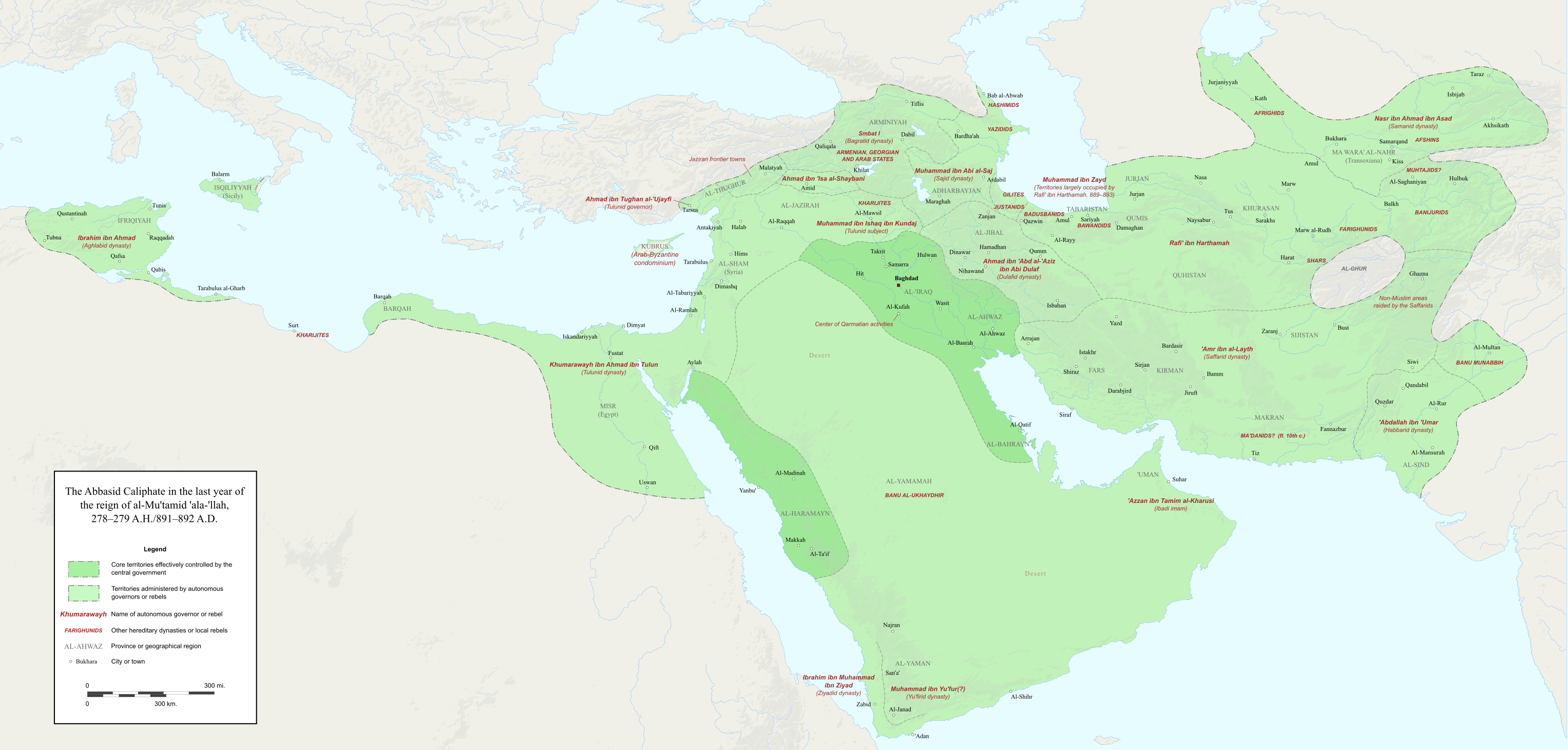
Rozpad chalífátu kolem roku 892

Politická moc chalífů byla omezena vzestupem íránských Bújovců a seldžuckých Turků, kteří se v letech 945 a 1055 zmocnili Bagdádu. Ačkoli se ve většině chalífátu abbásovské vedení postupně omezilo na ceremoniální náboženskou funkci, dynastie si za vlády chalífy al-Muktafího udržela kontrolu nad svým mezopotámským centrem a za vlády chalífy an-Násira rozšířila své území do Íránu. Éra kulturní obrody a plodnosti Abbásovců skončila v roce 1258 obléháním Bagdádu Mongoly pod vedením chána Hülegü a popravou chalífy al-Musta'sima. Abbásovští vládci se v roce 1261 soustředili do mamlúckého hlavního města Káhiry. Ačkoli dynastie už neměla politickou moc (s krátkou výjimkou chalífy al-Musta'ina), nadále si nárokovala náboženskou autoritu, a to až do dobytí Egypta Osmanskou říší v roce 1517. Posledním abbásovským chalífou byl al-Mutavakil III.

## Chalífové

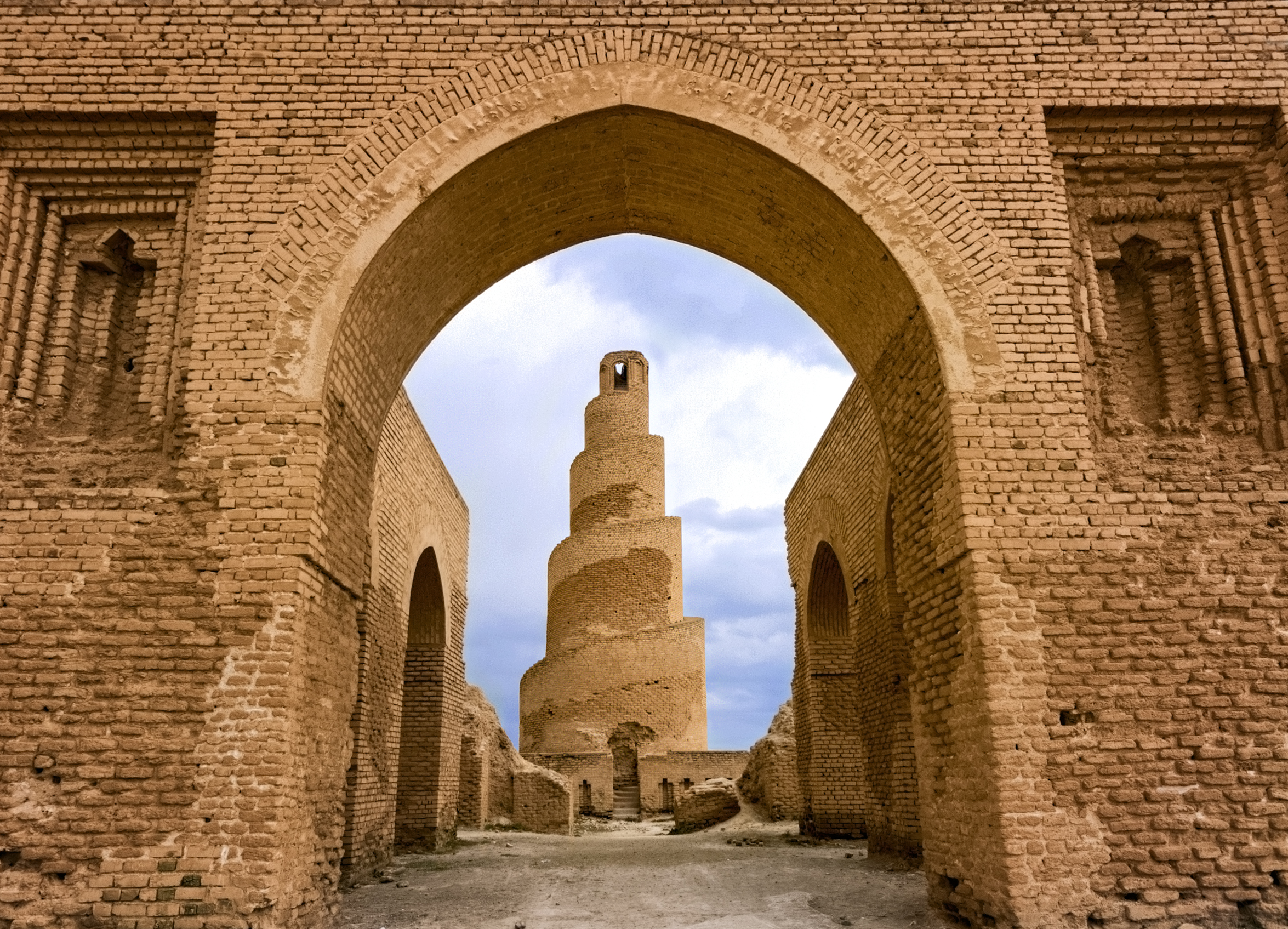
Spirálový minaret a zdi Velké mešity, Samarra

Jako chalífové neboli následníci Mohameda ve vládě nad muslimským světem rozvinuli Abbásovci myšlenku, že úřad chalífy může zastávat jen příslušník prorokova rodu. Chalífa al-Mansúr zřídil nové hlavní město země v Bagdádu, který se pod vládou Harúna ar-Rašída stal centrem kultury a prosperity. Abbásovci využili služeb extremistické skupiny Hašimija k vyhrocení kmenových, sektářských a etnických sporů a svrhli dynastii Umajjovců, jež během své vlády připojila k muslimské říši severovýchodní Afriku, Španělsko, západní Indii a části střední Asie. Od roku 850 byla ústřední moc Abbásovců oslabována konflikty s místními dynastiemi.
V roce 1055 turecké kmeny Seldžuků dobyly Bagdád a ovládly tak celý chalífát. Abbásovci si přesto podrželi úřad chalífy jako duchovní hlavy islámu a oficiální hlavy říše. Světskou moc Abbásovců obnovil až chalífa an-Násir v době, kdy se seldžucká říše postupně rozpadala. Bylo to však na poměrně krátký čas, protože 10. února 1258 dobyla Bagdád mongolská vojska a chalífát jako státní útvar definitivně zanikl. Přeživší členové dynastie unikli do Egypta, kde pak vykonávali funkci duchovní hlavy islámu pod vládou mamlúckých sultánů až do roku 1517, kdy osmanský sultán Selim I. dobyl Egypt a vystřídal ve funkci abbásovce al-Mutavakila III.

## Seznam abbásovských chalífů

### Abbásovci v Bagdádu (750–1258)

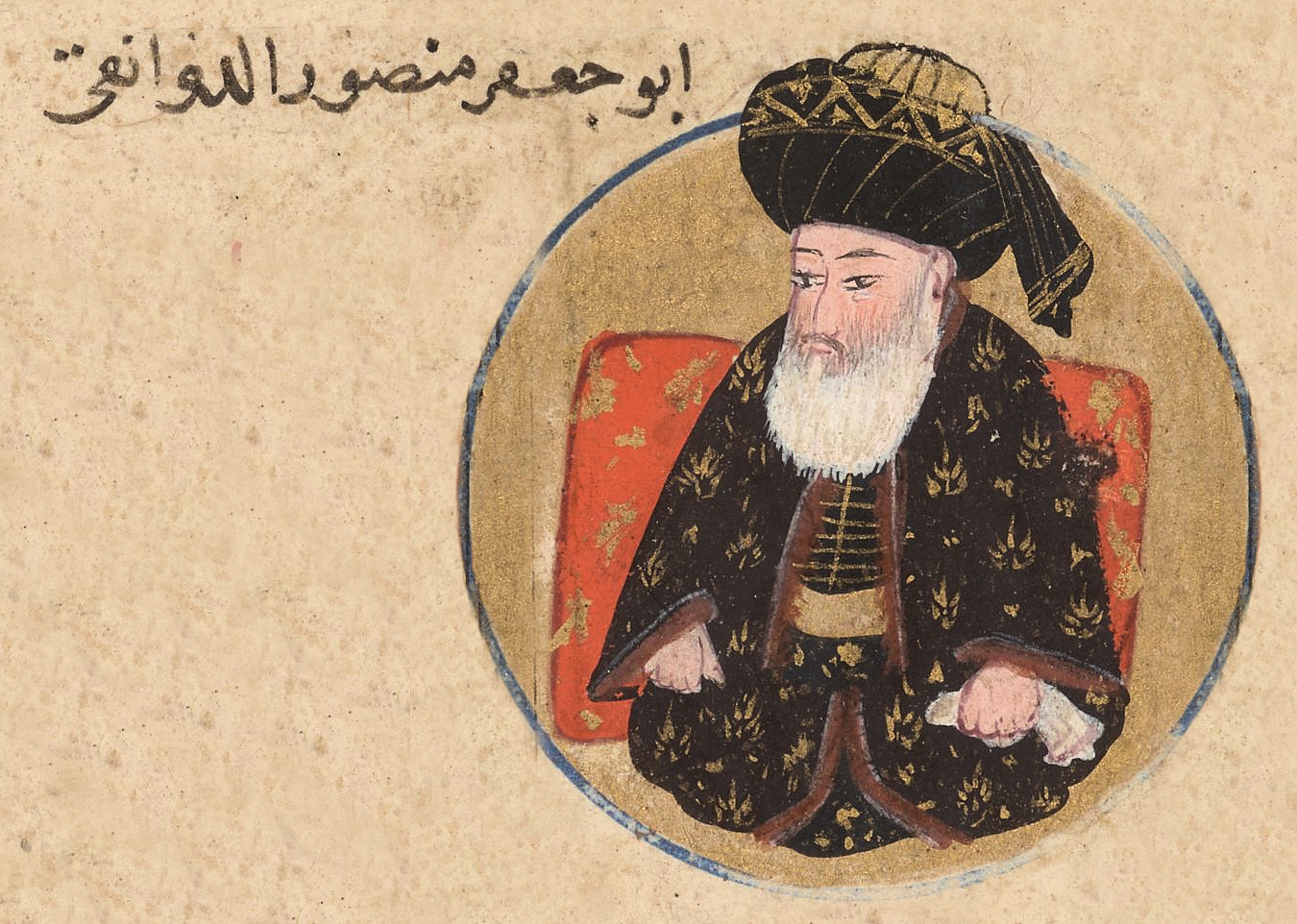
Portrét al-Mansúra z osmanského období, Zübdet-üt Tevarih, 1598

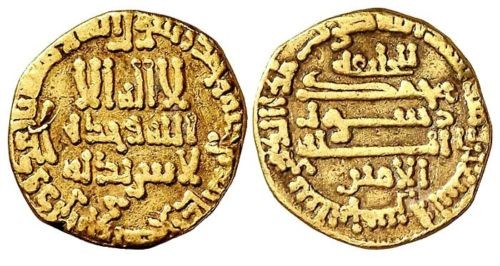
Zlatý dinár z doby vlády al-Amína (809–813)

- Abú-l-Abbás Abdulláh as-Saffáh (750–754)
- al-Mansúr (754–775)
- al-Mahdí (775–785)
- al-Hádí (785–786)
- Hárún ar-Rašíd (786–809)
- al-Amín (809–813)
- Al-Ma’mún (813–833)
- Al-Mu’tasim (833–842)
- al-Váthik (842–847)
- al-Mutavakkil (847–861)
- al-Muntasir (861–862)
- al-Musta'ín (862–866)
- al-Mu'tazz (866–869)
- al-Muhtadí (869–870)
- al-Mu'tamid (870–892)
- al-Mu'tadid (892–902)
- al-Muktafí (902–908)
- al-Muktadir (908–932)
- al-Káhir (932–934)
- ar-Rádí (934–940)
- al-Muttakí (940–944)
- al-Mustakfí (944–946)
- al-Mutí' (946–974)
- at-Tá'i' (974–991)
- al-Kádir (991–1031)
- al-Ká'im (1031–1075)
- al-Muktadí (1075–1094)
- al-Mustazhir (1094–1118)
- al-Mustaršid (1118–1135)
- ar-Rášid (1135–1136)
- al-Muktafí (1136–1160)
- al-Mustandžid (1160–1170)
- al-Mustadí' (1170–1180)
- an-Násir (1180–1225)
- az-Záhir (1225–1226)
- al-Mustansir (1226–1242)
- al-Musta'sim (1242–1258)

### Egyptští Abbásovci (1261–1517)
- Ahmad al-Mustansir billáh (1261)
- Al-Hákim I. (1261–1302)
- Al-Mustakfi I z Káhiry (1302–1340)
- Al-Wathiq I. (1340–1341)
- Al-Hákim II. (1341–1352)
- Al-Mu'tadid I. (1352–1362)
- Al-Mutavakil I. (1362–1383)
- Al-Wathiq II. (1383–1386
- Al-Mu'tasim (1386–1389)
- Al-Mutawakkil I. (1389–1406)
- Al-Musta'in (1406–1414)
- Al-Mu'tadid II. (1414–1441)
- Al-Mustakfi II. (1441–1451)
- Al-Qa'im (1451–1455)
- Al-Mustanjid (1455–1479)
- Al-Mutavakil II. (1479–1497)
- Al-Mustamsik (1497–1508)
- Al-Mutavakil III. (1508–1517)

## Věda a technika

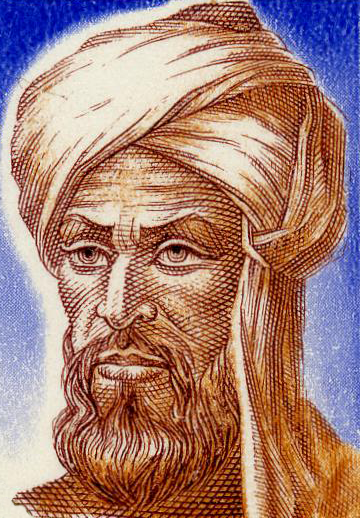
Al-Chorezmí

Abbásovská věda zachránila a obnovila mnoho antických znalostí, včetně prací Euklida a Klaudia Ptolemaia, které byly na křesťanském západě ztraceny a zapomenuty. Tyto matematické metody byly později vylepšeny vědci, jako byl kupříkladu Aliboron. Al-Chorezmí rozvinul algebru. Toto slovo ostatně pochází z jeho termínu al-džabr. Z Al-Chorezmího jména také středověcí matematici odvodili pojem algoritmus, ačkoli princip byl znám již dříve. Byl to také tento matematik, kdo přivedl indicko-arabskou číselnou soustavu na Blízký východ, a odtud pak dobyla evropskou vědu. Alhazen položil základy optiky a zároveň samotné vědecké metody. Je proto někdy označován za "prvního skutečného vědce na světě". Avicenna posunul vývoj lékařství. V 9. století žilo v Bagdádu více než 800 lékařů a byly učiněny velké objevy v anatomii a chápání nemocí. Byl například popsán klinický rozdíl mezi spalničkami a pravými neštovicemi. Astronomii rozvíjeli Al-Battání, Averroes nebo Tusi. Geber přispěl k přeměně středověké alchymie na vědeckou chemii, když zdůraznil roli experimentu. I křesťané (zejména nestoriánští) přispívali k abbásovské vědě, přeložili díla řady starořeckých filozofů do syrštiny a později do arabštiny. Osm generací nestoriánské rodiny Boktišů sloužilo jako osobní lékaři chalífů.
Abbásovci převzali výrobu papíru z Číny. Vynalezli metodu ručního kopírování rukopisů na jakési montážní lince, díky čemuž byli arabští nakladatelé schopni dosahovat mnohem větších nákladů rukopisů, než bylo i mnohem později obvyklé v Evropě. Právě od Abbásovců se zbytek světa naučil vyrábět papír ze lnu. Znalosti o střelném prachu byly také přeneseny z Číny a aplikovány do vojenství. Začal být využíván větrný mlýn a byly stavěny přehrady. Došlo i k ranému využití ropy (zejména destilací na petrolej). Abbásovští inženýři také vyvinuli stroje (například čerpadla) obsahující klikové hřídele a ozubená kola. Také navigační schopnosti byly rozvinuté, Abbásovci používali rudimentární sextant (známý jako kamal). Díky tomu arabští obchodníci dominovali obchodu v Indickém oceánu až do nástupu Portugalců v 16. století. Hormuz byl důležitým centrem tohoto obchodu. Abbásovci obchodovali s Benátkami nebo Janovem, stejně jako s Čínou (přes hedvábnou stezku).